# 天主教塞格德–喬納德教區
天主教塞格德–喬納德教區（拉丁語：Dioecesis Segediensis-Csanadiensis）是羅馬天主教在匈牙利的一個教區。屬考洛喬-凱奇凱梅特總教區。
教區範圍包括瓊格拉德州和貝凱什州。2010年有教友360,563人，佔轄區總人口40.9%。教區下轄116個堂區，有112名司鐸。現任主教為拉斯洛·基什-里戈。
塞格德教區成立於1035年。1982年8月5日易名至今。